# Двупалый ленивец
Двупалый ленивец, или унау (лат. Choloepus didactylus) — один из двух сохранившихся видов двупалых ленивцев. Вид впервые был систематизирован ещё Линнеем в 1758 году, который, правда, отнёс вид к роду Bradypus (Bradypus didactylus).
Двупалые ленивцы населяют тропические леса севера Южной Америки, включая Перу и Бразилию севернее от Амазонки.
Длина тела животного 53—73 см, масса 4—8 кг. Шерсть жёсткая, с густым подшёрстком. Окрас от серо-коричневого до бежевого, на спине шерсть более тёмная и длинная, до 15 см. Мордочка курносая. Глаза маленькие, тёмные, с коричневой радужкой. Рудиментарные уши скрыты в шерсти. У ленивца 7 шейных позвонков, но при этом 24—25 грудных позвонков — наивысшее количество среди млекопитающих. Наиболее родственный вид для двупалого ленивца — ленивец Гоффмана (Choloepus hoffmani), относящемся также к роду Choloepus.
Ведёт строго древесный образ жизни, занимая участок порядка 4 га. Беременность длится 6 месяцев. При родах самка повисает на передних лапах, и хорошо развитый, зрячий новорождённый, цепляясь когтями за шерсть, сам добирается до соска. Он весит 30—34 г при длине до 25 см. Первые 5 недель детёныш висит на животе матери, и она почти не двигается. Примерно в 2,5 месяца он начинает поедать листья, на соседнюю ветку переходит в 9 месяцев. Известны случаи размножения двупалых ленивцев в неволе. В неволе они доживают до 40 лет, в природе средняя продолжительность жизни — 20 лет.
На животных охотятся ради мяса, однако основную угрозу для них представляет вырубка лесов.
К числу охраняемых видов унау не относится.

## Галерея

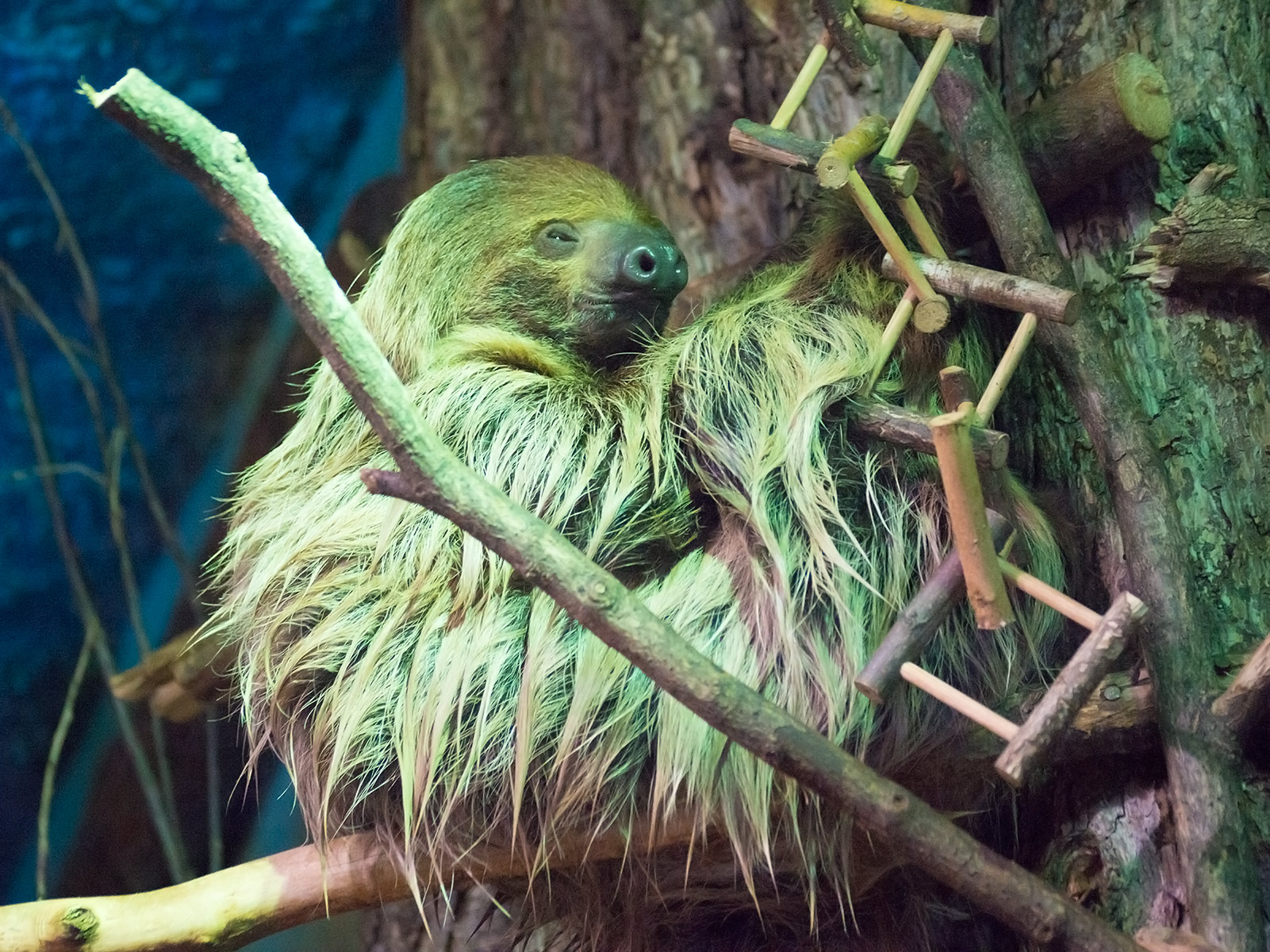
Двупалый ленивец в Московском зоопарке
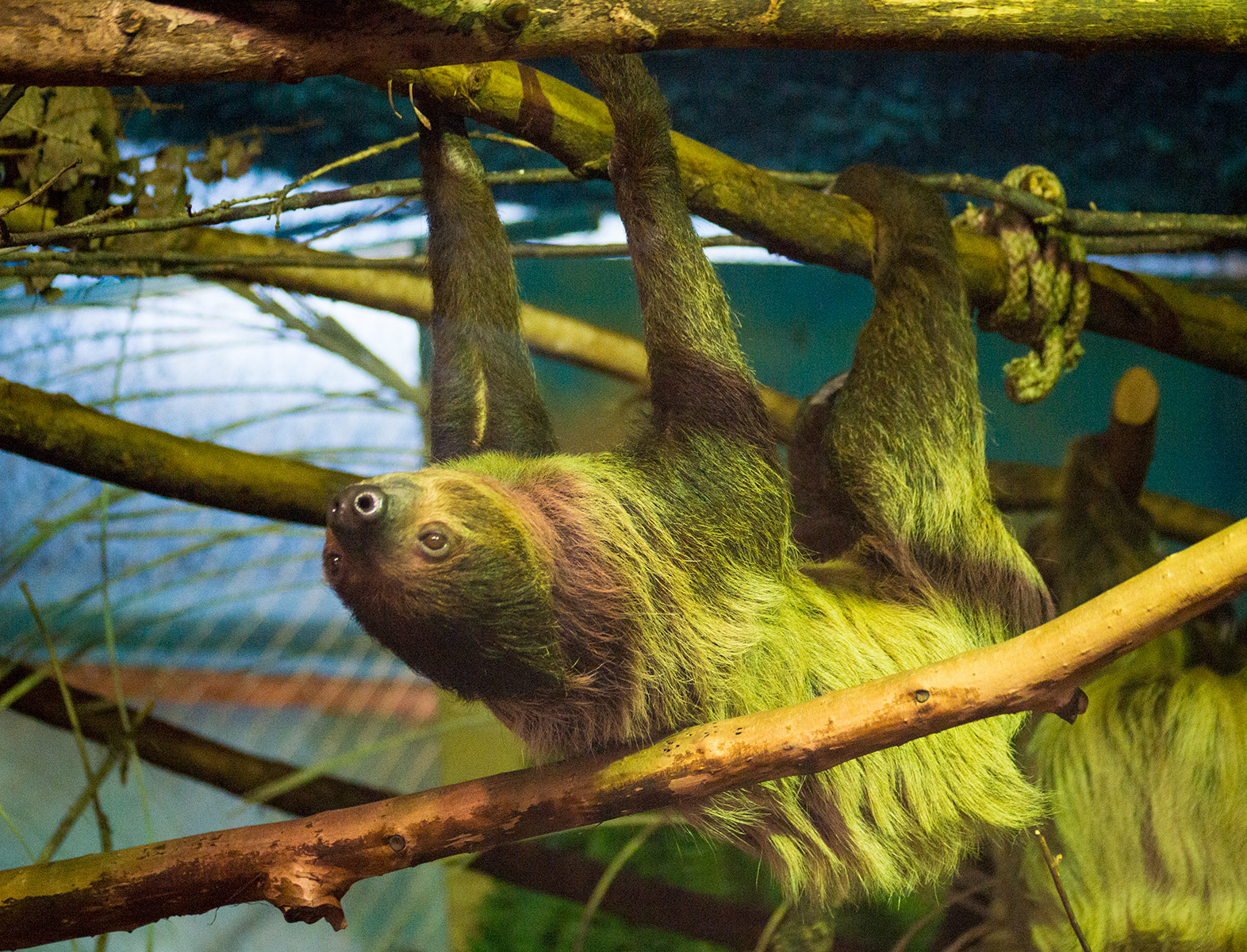
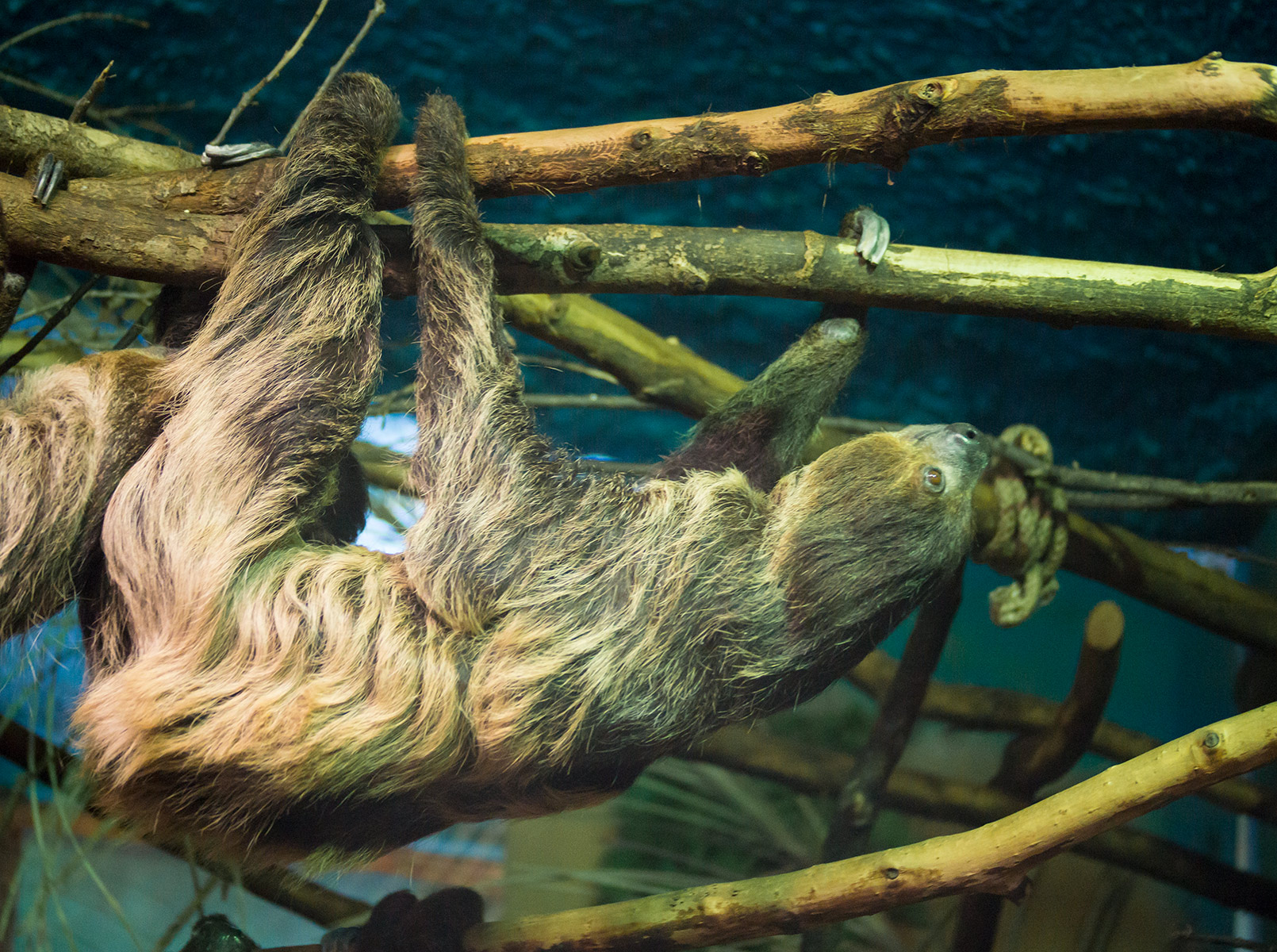